# Leichtathletik-Weltmeisterschaften 2011/100 m der Männer

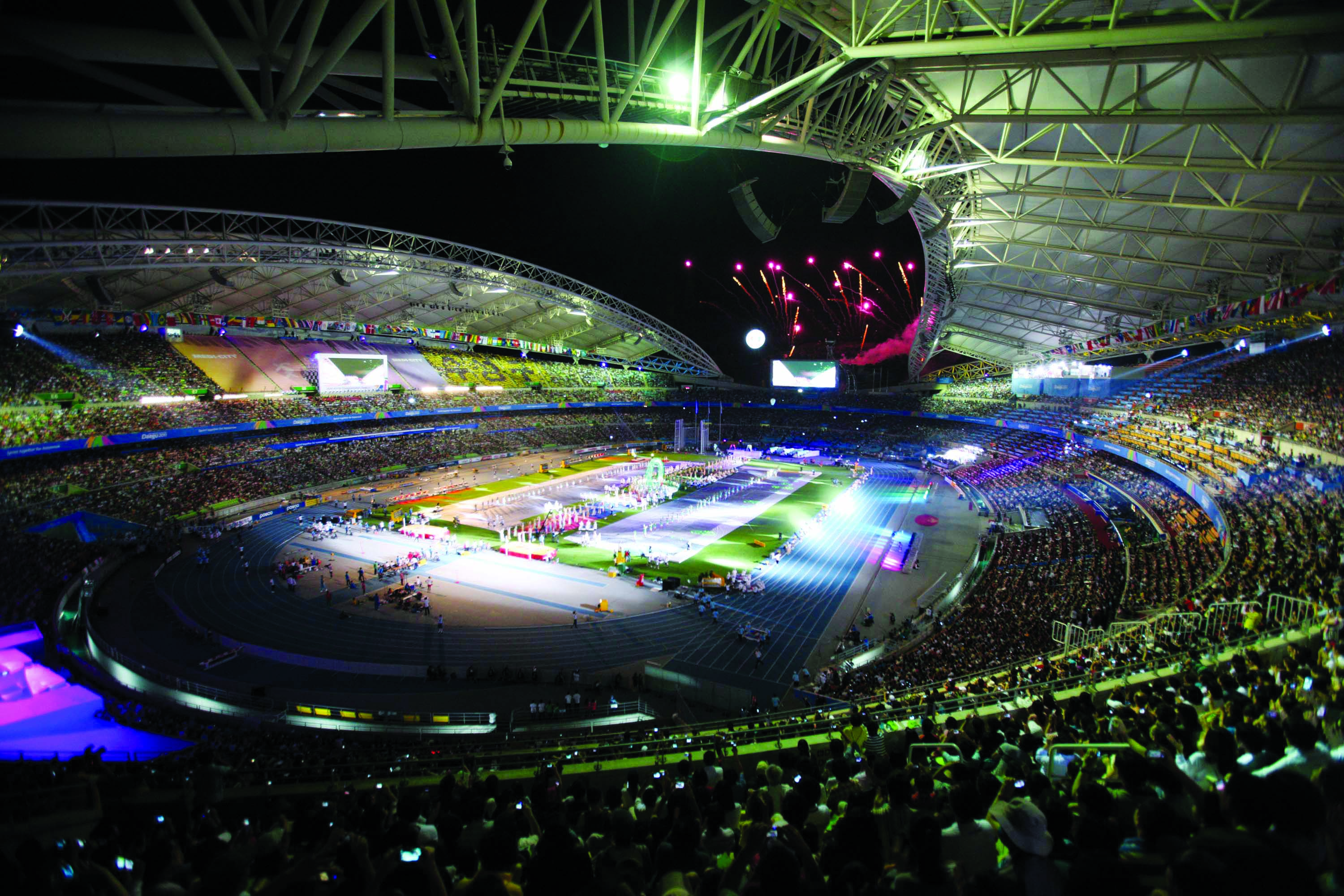
Das Daegu-Stadion im Jahr 2010

Der 100-Meter-Lauf der Männer bei den Leichtathletik-Weltmeisterschaften 2011 wurde am 27. und 28. August 2011 im Daegu-Stadion der südkoreanischen Stadt Daegu ausgetragen.
Weltmeister wurde der Jamaikaner Yohan Blake. Er siegte vor dem US-Amerikaner Walter Dix, der sechs Tage später über 200 Meter eine zweite Silbermedaille gewann. Bronze gab es für den Weltmeister von 2003 und WM-Dritten von 2005 Kim Collins aus St. Kitts und Nevis, der darüber hinaus bei den Weltmeisterschaften 2001 Bronze über 200 Meter errungen hatte.

## Neue Regel zu den Wettkampfrunden
Eine Premiere für diese Meisterschaften war die Ansetzung einer Vorausscheidung (preliminary) für Athleten, die nicht mindestens die B-Norm von 10,25 s erfüllt hatten und sich so erst für die Vorrunde, in der alle anderen Sprinter dazukamen, qualifizieren mussten. So konnte die ansonsten in den Sprintwettbewerben große Zahl von Läufen in der Vorrunde und im Viertelfinale auf ein überschaubares Maß reduziert werden. Außerdem waren die Leistungsunterschiede in den einzelnen Rennen nicht so groß, es gab nur noch wenige Teilnehmer, die mit allzu großen Abständen einem Feld hinterherliefen.
Diese Regel fand hier zum ersten Mal bei einer großen Meisterschaft Anwendung. Auch bei den Olympischen Spielen wurde ab 2012 und bei den Europameisterschaften ab 2016 so verfahren.

## Bestehende Rekorde
| Weltrekord               | Usain Bolt | 9,58 s | Weltmeisterschaften 2009 in Berlin, Deutschland | 16. August 2009 |
| Weltmeisterschaftsrekord | Usain Bolt | 9,58 s | Weltmeisterschaften 2009 in Berlin, Deutschland | 16. August 2009 |

Die Windbedingungen waren in den meisten Rennen nicht günstig, die Sprinter hatten abgesehen von den ersten beiden Vorausscheidungsläufen in jedem Rennen mit Gegenwind zu kämpfen. Der bestehende WM-Rekord wurde bei diesen Weltmeisterschaften nicht eingestellt und nicht verbessert.
Einzig der jamaikanische Weltmeister Yohan Blake unterbot im Halbfinale mit 9,95 s (Wind: −1,4 m/s) und Finale mit 9,92 s (Wind: −0,4 m/s) die Marke von zehn Sekunden.
Es gab allerdings einen Landesrekord;

10,55 s – Kieron Rogers (Anguilla), erster Vorausscheidungslauf am 27. August bei einem Rückenwind von 1,7 m/s

## Doping
Der in der Vorrunde ausgeschiedene Mohammad Noor Imran Abdul Hadi aus Malaysia hatte eine vorgeschriebene Dopingprobe durch Mitverschulden des Präsidenten des malaiischen Leichtathletikverbands Malaysian Athletics Union zusammen mit fünf weiteren Athleten ausgelassen. Seine vom 24. Mai 2011 bis 23. Mai 2013 erzielten Resultate wurden durch die IAAF annulliert.
Da der gedopte Malaysier sich in der Vorausscheidung für die nächste Runde qualifizieren konnte, wurde ein Läufer benachteiligt, dem so das Anrecht auf einen Start in der Vorrunde genommen wurde. Nach den vorliegenden Resultaten war dies Karl Farrugia aus dies Malta, der als Drittplatzierter des vierten Vorausscheidungslaufs in der Vorrunde startberechtigt gewesen wäre.

## Vorausscheidung
Die Vorausscheidung, an der nur Athleten teilnahmen, die nicht mindestens die B-Norm von 10,25 s erfüllt hatten, wurde in vier Läufen durchgeführt. Die ersten drei Wettbewerber pro Lauf – hellblau unterlegt – sowie der darüber hinaus zeitschnellste Läufer – hellgrün unterlegt – qualifizierten sich für die Vorrunde.

### Vorausscheidungslauf 1

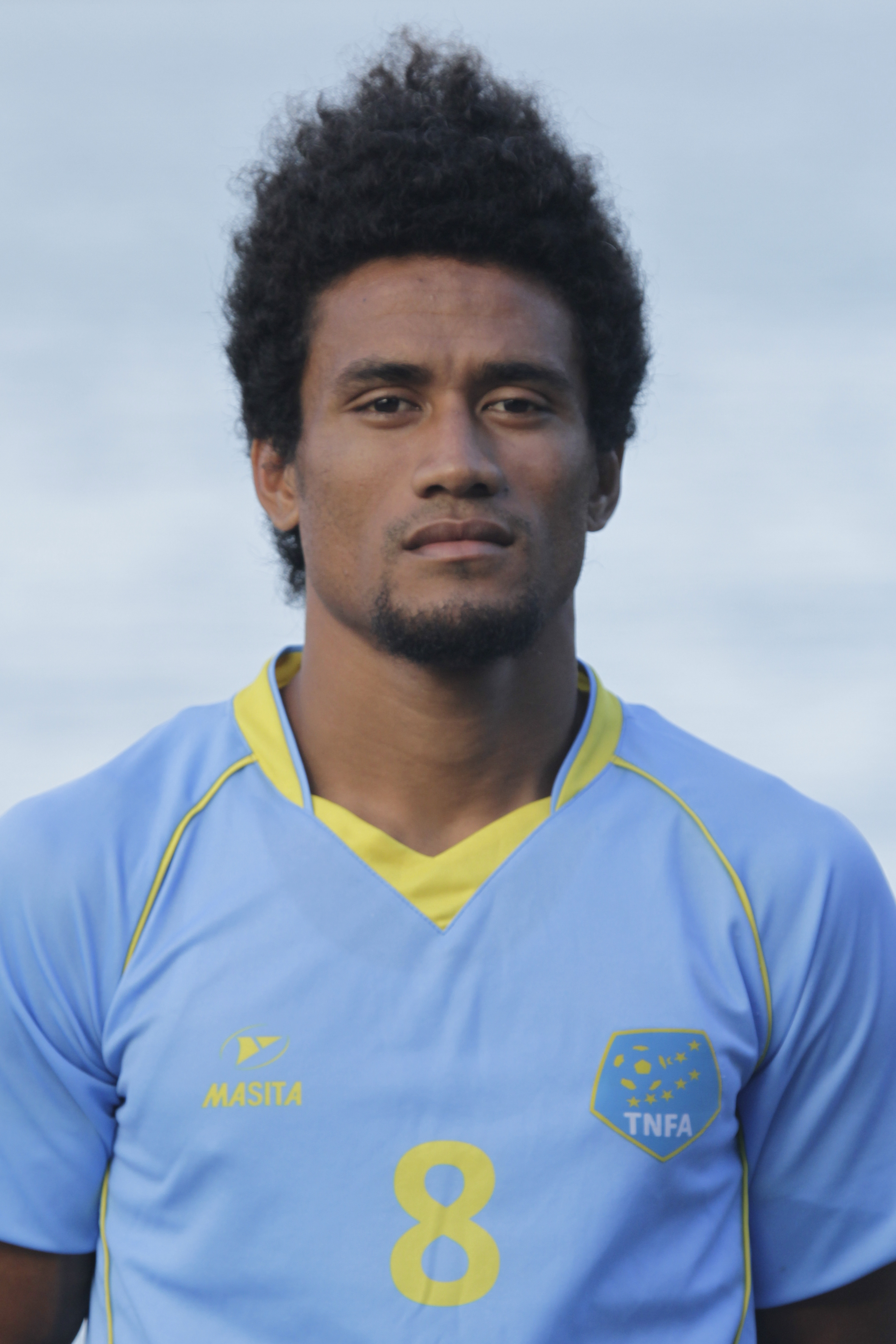
Okilani Tinilau, als Sprinter und Fußballer unterwegs, schied in 11,58 s aus

27. August 2011, 12:55 Uhr
Wind: +1,7 m/s
| Platz | Name                      | Nation                | Zeit (s) |
| ----- | ------------------------- | --------------------- | -------- |
| 1     | Abdouraim Haroun          | Tschad                | 10,44    |
| 2     | Kieron Rogers             | Anguilla              | 10,55 NR |
| 3     | Jurgen Themen             | Suriname              | 10,84    |
| 4     | George Pine               | Kiribati              | 11,34    |
| 5     | Kitavanah Kountavong      | Laos                  | 11,42    |
| 6     | Joshua Jeremiah           | Nauru                 | 11,44    |
| 7     | Okilani Tinilau           | Tuvalu                | 11,58    |
| 8     | Christopher Lima da Costa | São Tomé und Príncipe | 11,61    |

### Vorausscheidungslauf 2
27. August 2011, 13:03 Uhr
Wind: +1,2 m/s
| Platz | Name                        | Nation                             | Zeit (s)                    |
| ----- | --------------------------- | ---------------------------------- | --------------------------- |
| 1     | Tsui Chi Ho                 | Hongkong                           | 10,45                       |
| 2     | Mohd Fadlin                 | Indonesien                         | 10,70                       |
| 3     | Tilak Ram Tharu             | Nepal                              | 11,00                       |
| 4     | Rodman Teltull              | Palau                              | 11,31                       |
| 5     | Mohamed Ghassem Ahmed Taled | Mauretanien                        | 11,50                       |
| 6     | Massoud Azizi               | Afghanistan                        | 11,64                       |
| 7     | John Howard                 | Föderierte Staaten von Mikronesien | 11,71                       |
| DSQ   | Kim Gook-young              | Südkorea                           | IAAF Rule 162.8 – Fehlstart |

### Vorausscheidungslauf 3
27. August 2011, 13:11 Uhr
Wind: −1,3 m/s
| Platz | Name                     | Nation             | Zeit (s) |
| ----- | ------------------------ | ------------------ | -------- |
| 1     | Gérard Kobéané           | Burkina Faso       | 10,64    |
| 2     | Geronimo Goeloe          | Aruba              | 10,73    |
| 3     | Gary Yeo Foo Ee          | Singapur           | 10,76    |
| 4     | Devilert Arsene Kimbembe | Republik Kongo     | 10,85    |
| 5     | Joseph Andy Lui          | Tonga              | 11,48    |
| 6     | Bledee Jarry             | Liberia            | 11,49    |
| 7     | Ah Chong Sam Chong       | Samoa              | 12,36    |
| 8     | Orrin Ogumoro Pharmin    | Nördliche Marianen | 12,60    |

### Vorausscheidungslauf 4
27. August 2011, 13:19 Uhr
Wind: −0,9 m/s
| Platz | Name              | Nation             | Zeit (s)                                       |
| ----- | ----------------- | ------------------ | ---------------------------------------------- |
| 1     | Dmitri Iljin      | Kirgisistan        | 10,86                                          |
| 2     | Moudjib Toyb      | Komoren            | 11,07                                          |
| 3     | Karl Farrugia     | Malta              | 11,21 eigentlich für die Vorrunde qualifiziert |
| 4     | Francis Manioru   | Salomonen          | 11,28                                          |
| 5     | Federico Gorrieri | San Marino         | 11,42                                          |
| 6     | Sogelau Tuvalu    | Amerikanisch-Samoa | 15,66                                          |
| DOP   | Mohd Noor Imran   | Malaysia           | 10,77 für die Vorrunde zugelassen              |

## Vorrunde
Die Vorrunde, an der alle Läufer mit erfüllter B-Norm (10,25 s) sowie die aus der Vorausscheidung qualifizierten Athleten teilnahmen, wurde in sieben Läufen durchgeführt. Die ersten drei Wettbewerber pro Lauf – hellblau unterlegt – sowie die darüber hinaus drei zeitschnellsten Teilnehmer – hellgrün unterlegt – qualifizierten sich für das Halbfinale.

### Vorlauf 1

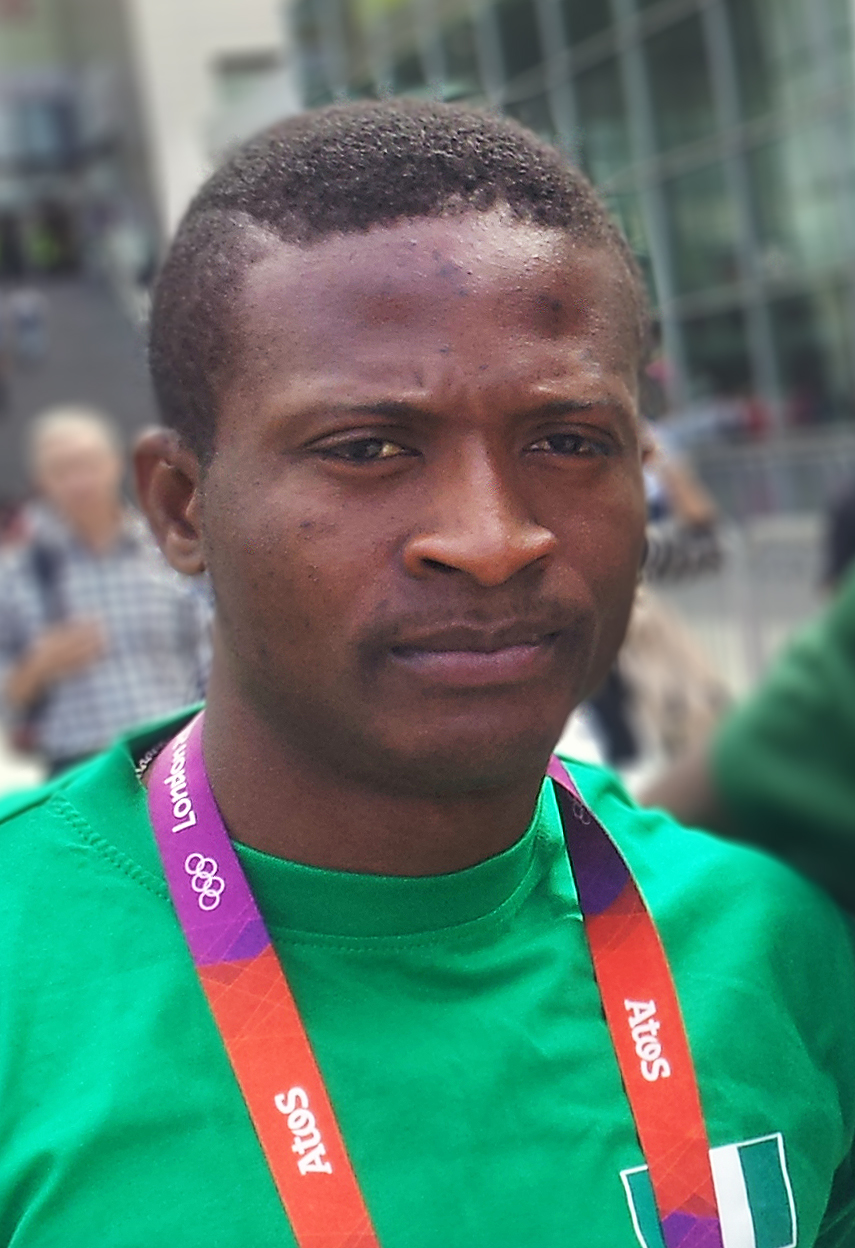
Peter Emelieze – ausgeschieden als Sechster in 10,58 s
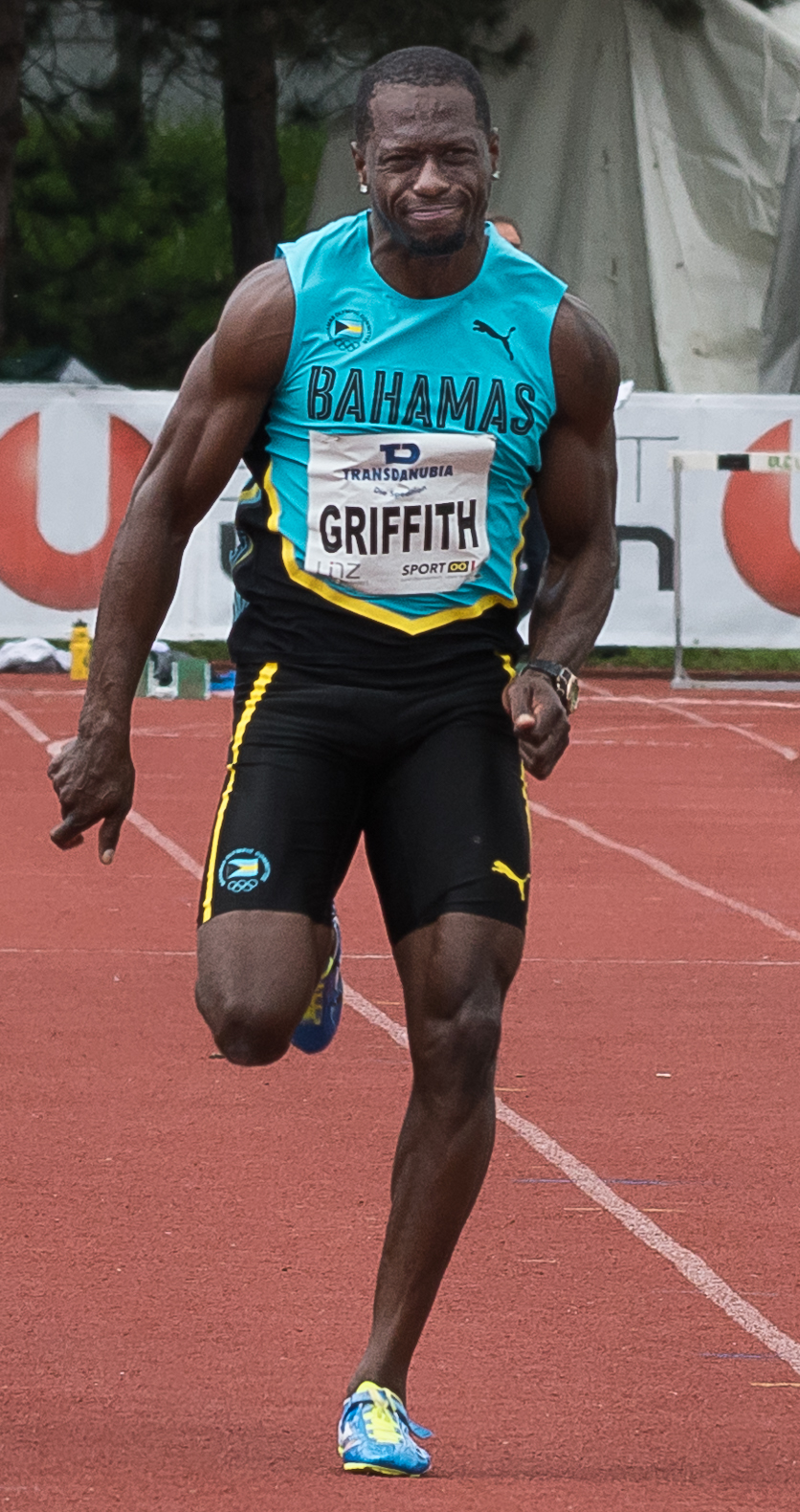
Adrian Griffith – disqualifiziert wegen Fehlstarts

27. August 2011, 21:45 Uhr
Wind: −1,7 m/s
| Platz | Name                     | Nation              | Zeit (s)                    |
| ----- | ------------------------ | ------------------- | --------------------------- |
| 1     | Kim Collins              | St. Kitts und Nevis | 10,13                       |
| 2     | Trell Kimmons            | USA                 | 10,32                       |
| 3     | Richard Thompson         | Trinidad und Tobago | 10,34                       |
| 4     | Suwaibou Sanneh          | Gambia              | 10,50                       |
| 5     | Ronalds Arajs            | Lettland            | 10,52                       |
| 6     | Peter Emelieze           | Nigeria             | 10,58                       |
| 7     | Devilert Arsene Kimbembe | Republik Kongo      | 10,94                       |
| DSQ   | Adrian Griffith          | Bahamas             | IAAF Rule 162.8 – Fehlstart |

### Vorlauf 2

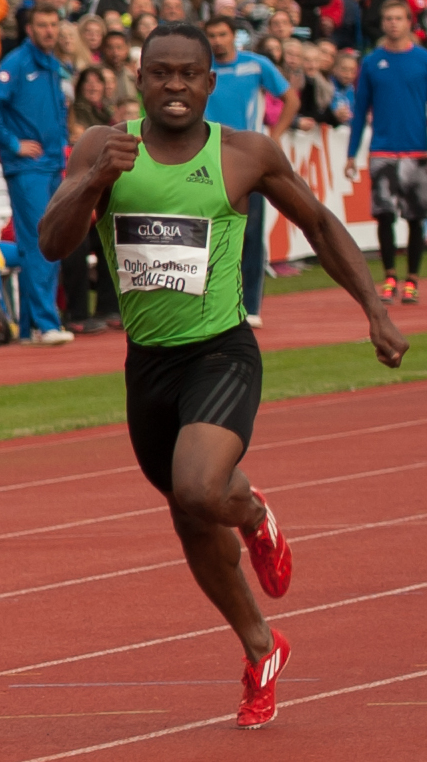
Ogho-Oghene Egwero – ausgeschieden als Sechster in 10,57 s

27. August 2011, 21:53 Uhr
Wind: −1,7 m/s
| Platz | Name                   | Nation              | Zeit (s) |
| ----- | ---------------------- | ------------------- | -------- |
| 1     | Walter Dix             | USA                 | 10,25    |
| 2     | Harry Aikines-Aryeetey | Großbritannien      | 10,28    |
| 3     | Keston Bledman         | Trinidad und Tobago | 10,32    |
| 4     | Andrew Hinds           | Barbados            | 10,41    |
| 5     | Jason Smyth            | Irland              | 10,57    |
| 6     | Ogho-Oghene Egwero     | Nigeria             | 10,57    |
| 7     | Geronimo Goeloe        | Aruba               | 10,84    |
| 8     | Mohd Fadlin            | Indonesien          | 11,10    |

### Vorlauf 3

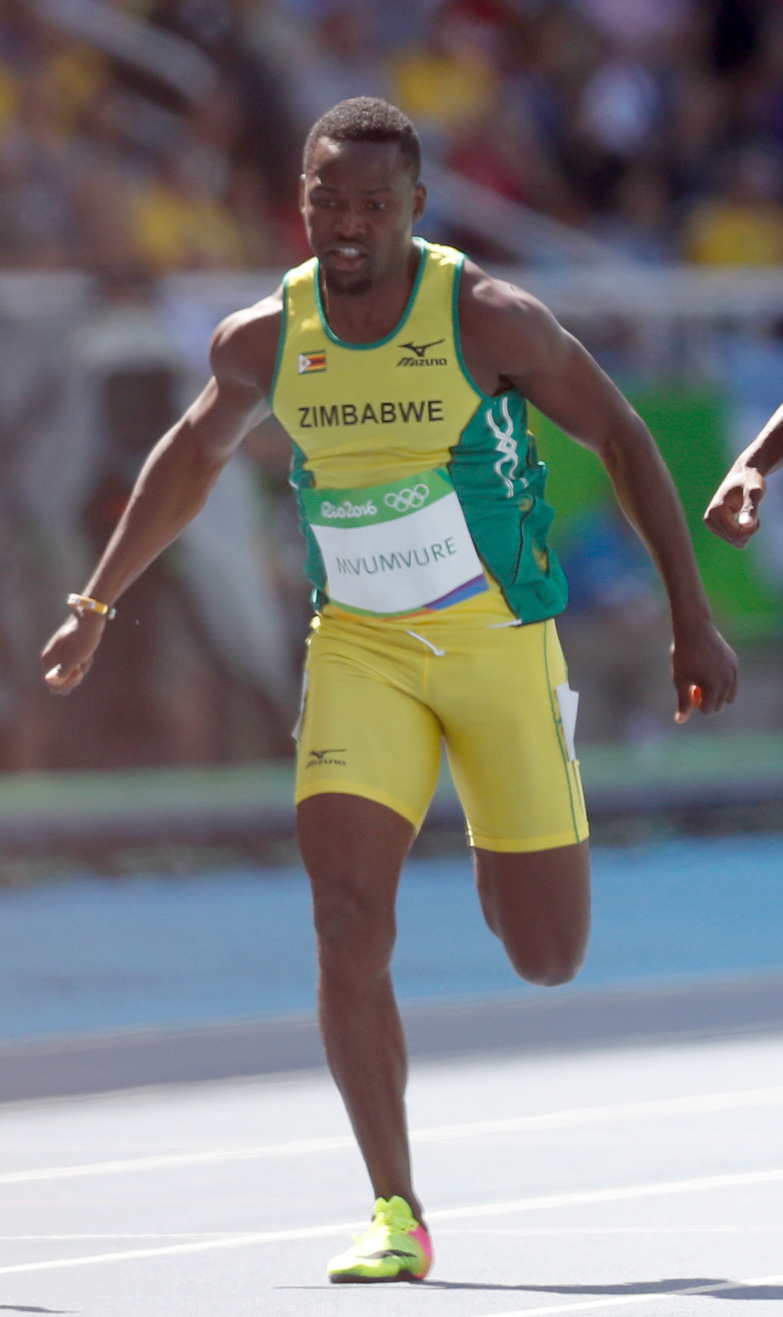
Gabriel Mvumvure – ausgeschieden als Sechster in 10,63 s

27. August 2011, 22:01 Uhr
Wind: −1,0 m/s
| Platz | Name                | Nation                  | Zeit (s) |
| ----- | ------------------- | ----------------------- | -------- |
| 1     | Christophe Lemaitre | Frankreich              | 10,14    |
| 2     | Justin Gatlin       | USA                     | 10,31    |
| 3     | Churandy Martina    | Niederlande             | 10,32    |
| 4     | Marlon Devonish     | Großbritannien          | 10,34    |
| 5     | Carlos Jorge        | Dominikanische Republik | 10,62    |
| 6     | Gabriel Mvumvure    | Simbabwe                | 10,63    |
| 7     | Kieron Rogers       | Anguilla                | 10,96    |
| 8     | Dmitri Iljin        | Kirgisistan             | 11,00    |

### Vorlauf 4

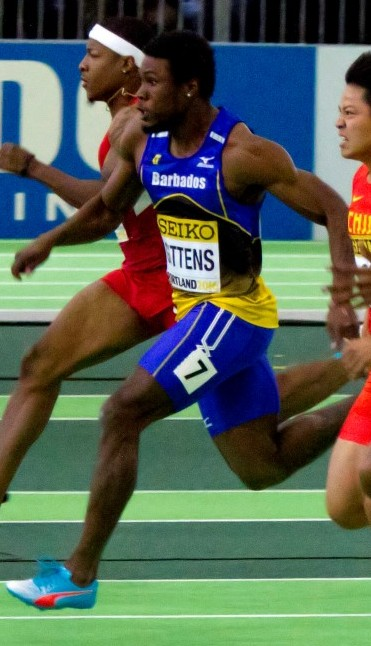
Ramon Gittens – ausgeschieden als Fünfter in 10,42 s
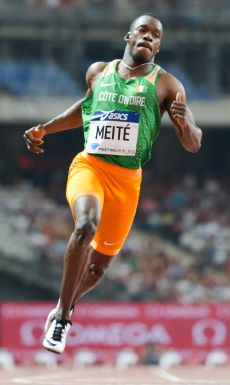
Ben Youssef Meïté – ausgeschieden als Sechster in 10,45 s
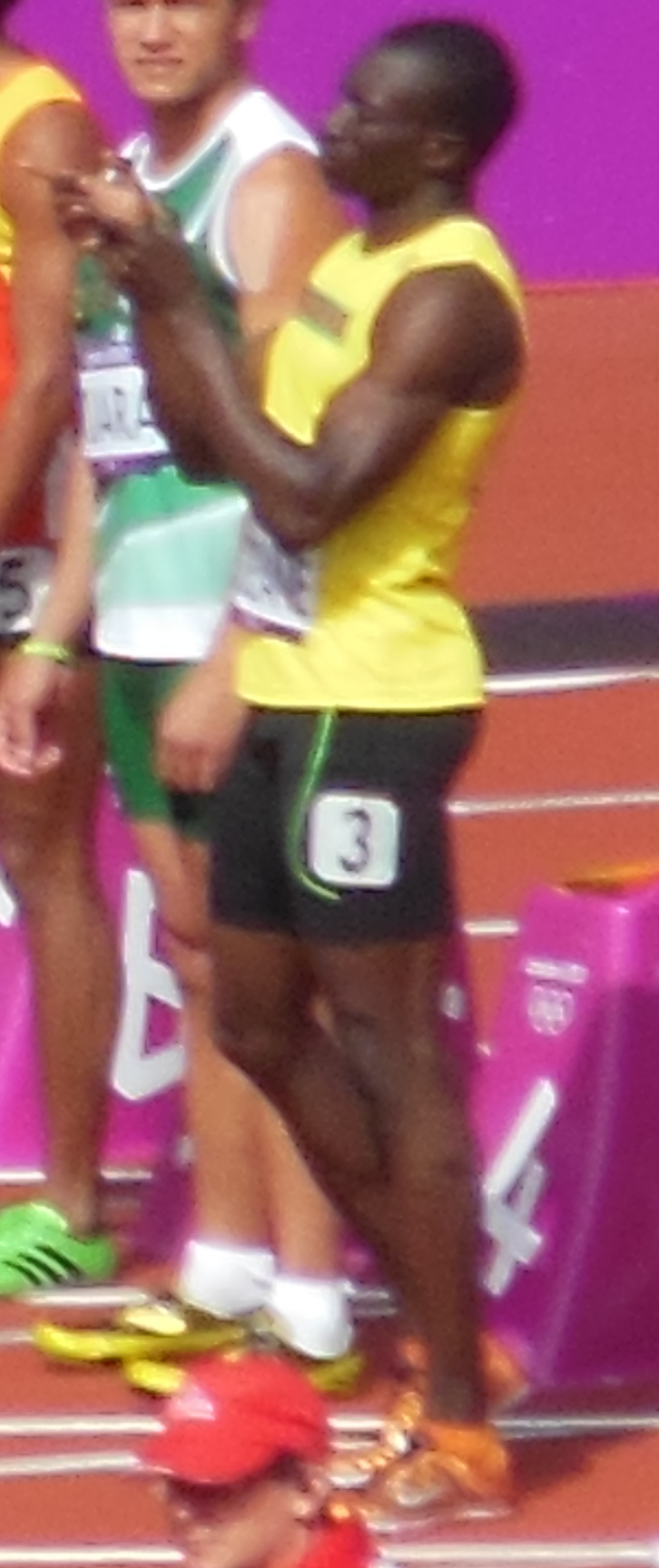
Gérard Kobéané – ausgeschieden als Siebter in 10,59 s

27. August 2011, 22:09 Uhr
Wind: −1,3 m/s
| Platz | Name                | Nation         | Zeit (s) |
| ----- | ------------------- | -------------- | -------- |
| 1     | Yohan Blake         | Jamaika        | 10,12    |
| 2     | Jimmy Vicaut        | Frankreich     | 10,25    |
| 3     | Ngonidzashe Makusha | Simbabwe       | 10,31    |
| 4     | Justyn Warner       | Kanada         | 10,33    |
| 5     | Ramon Gittens       | Barbados       | 10,42    |
| 6     | Ben Youssef Meïté   | Elfenbeinküste | 10,45    |
| 7     | Gérard Kobéané      | Burkina Faso   | 10,59    |
| 8     | Jurgen Themen       | Suriname       | 10,94    |

### Vorlauf 5

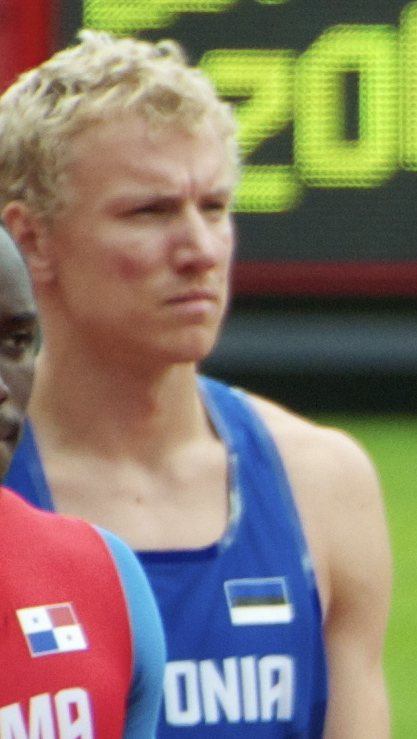
Marek Niit – ausgeschieden als Fünfter in 10,53 s
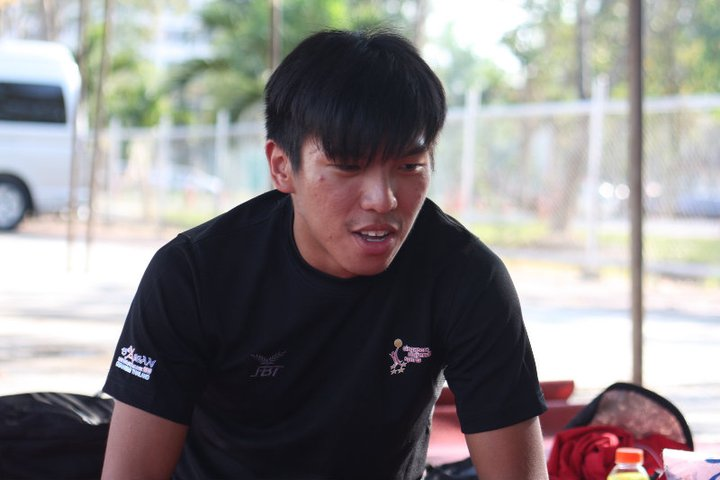
Gary Yeo Foo Ee – ausgeschieden als Siebter in 10,85 s

27. August 2011, 22:17 Uhr
Wind: −1,2 m/s
| Platz | Name              | Nation              | Zeit (s) |
| ----- | ----------------- | ------------------- | -------- |
| 1     | Nesta Carter      | Jamaika             | 10,26    |
| 2     | Daniel Bailey     | Antigua und Barbuda | 10,34    |
| 3     | Aziz Ouhadi       | Marokko             | 10,42    |
| 4     | Rytis Sakalauskas | Litauen             | 10,42    |
| 5     | Marek Niit        | Estland             | 10,53    |
| 6     | Aziz Zakari       | Ghana               | 10,55    |
| 7     | Gary Yeo Foo Ee   | Singapur            | 10,85    |
| DOP   | Mohd Noor Imran   | Malaysia            | 10,75    |

### Vorlauf 6
27. August 2011, 22:25 Uhr
Wind: −0,7 m/s
| Platz | Name                  | Nation         | Zeit (s) |
| ----- | --------------------- | -------------- | -------- |
| 1     | Usain Bolt            | Jamaika        | 10,10    |
| 2     | Dwain Chambers        | Großbritannien | 10,28    |
| 3     | Ángel David Rodríguez | Spanien        | 10,37    |
| 4     | Simon Magakwe         | Südafrika      | 10,53    |
| 5     | Nilson Andrè          | Brasilien      | 10,54    |
| 6     | Gerald Phiri          | Sambia         | 10,60    |
| 7     | Abdouraim Haroun      | Tschad         | 10,72    |
| 8     | Moudjib Toyb          | Komoren        | 11,12    |

### Vorlauf 7

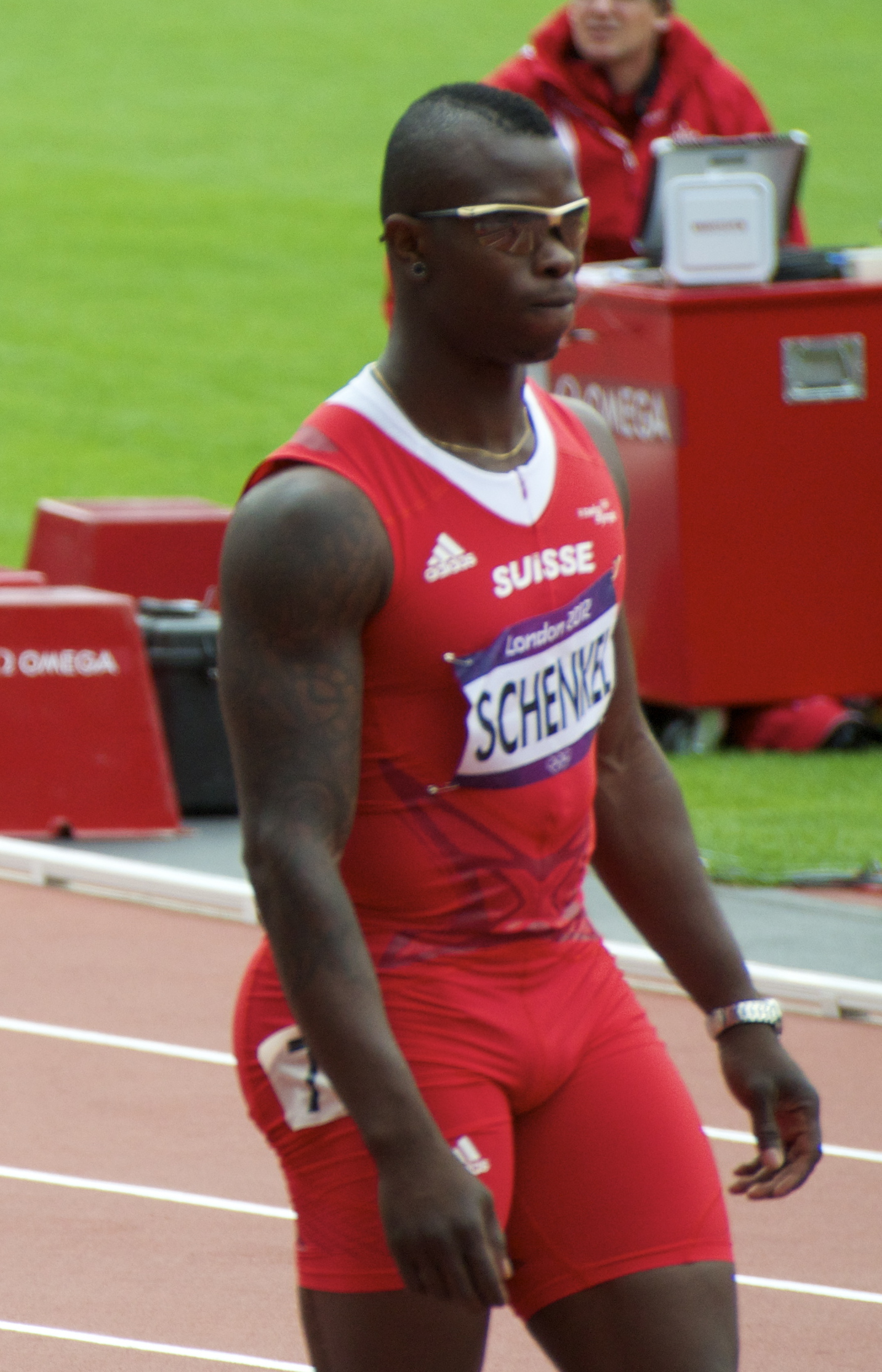
Amaru Reto Schenkel – ausgeschieden als Vierter in 10,44 s

27. August 2011, 22:33 Uhr
Wind: −1,2 m/s
| Platz | Name                | Nation              | Zeit (s) |
| ----- | ------------------- | ------------------- | -------- |
| 1     | Michael Frater      | Jamaika             | 10,26    |
| 2     | Jaysuma Saidy Ndure | Norwegen            | 10,33    |
| 3     | Dariusz Kuć         | Polen               | 10,36    |
| 4     | Amaru Reto Schenkel | Schweiz             | 10,44    |
| 5     | Aaron Armstrong     | Trinidad und Tobago | 10,48    |
| 6     | Álvaro Gómez        | Kolumbien           | 10,62    |
| 7     | Tsui Chi Ho         | Hongkong            | 10,65    |
| 8     | Tilak Ram Tharu     | Nepal               | 11,32    |

## Halbfinale
Aus den drei Halbfinalläufen qualifizierten sich die jeweils ersten beiden Athleten – hellblau unterlegt – sowie die darüber hinaus zwei zeitschnellsten Läufer – hellgrün unterlegt – für das Finale.

### Halbfinallauf 1
28. August 2011, 18:30 Uhr
Wind: −0,4 m/s
| Platz | Name                  | Nation              | Zeit (s)                    |
| ----- | --------------------- | ------------------- | --------------------------- |
| 1     | Yohan Blake           | Jamaika             | 09,95                       |
| 2     | Walter Dix            | USA                 | 10,05                       |
| 3     | Jimmy Vicaut          | Frankreich          | 10,10                       |
| 4     | Daniel Bailey         | Antigua und Barbuda | 10,14                       |
| 5     | Keston Bledman        | Trinidad und Tobago | 10,14                       |
| 6     | Andrew Hinds          | Barbados            | 10,32                       |
| 7     | Ángel David Rodríguez | Spanien             | 10,49                       |
| DSQ   | Dwain Chambers        | Großbritannien      | IAAF Rule 162.8 – Fehlstart |

Im Halbfinallauf 1 ausgeschiedene Sprinter:

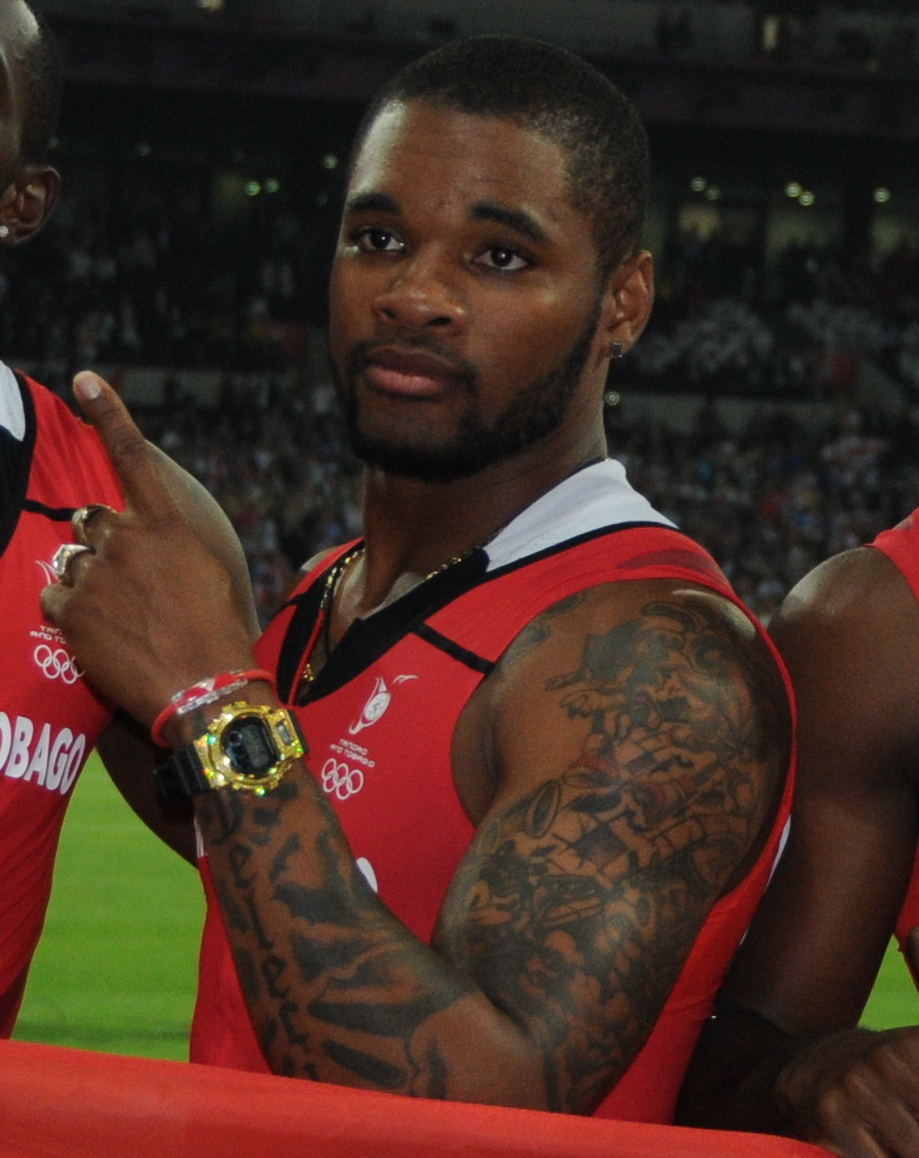
Keston Bledman Rang fünf in 10,14 s
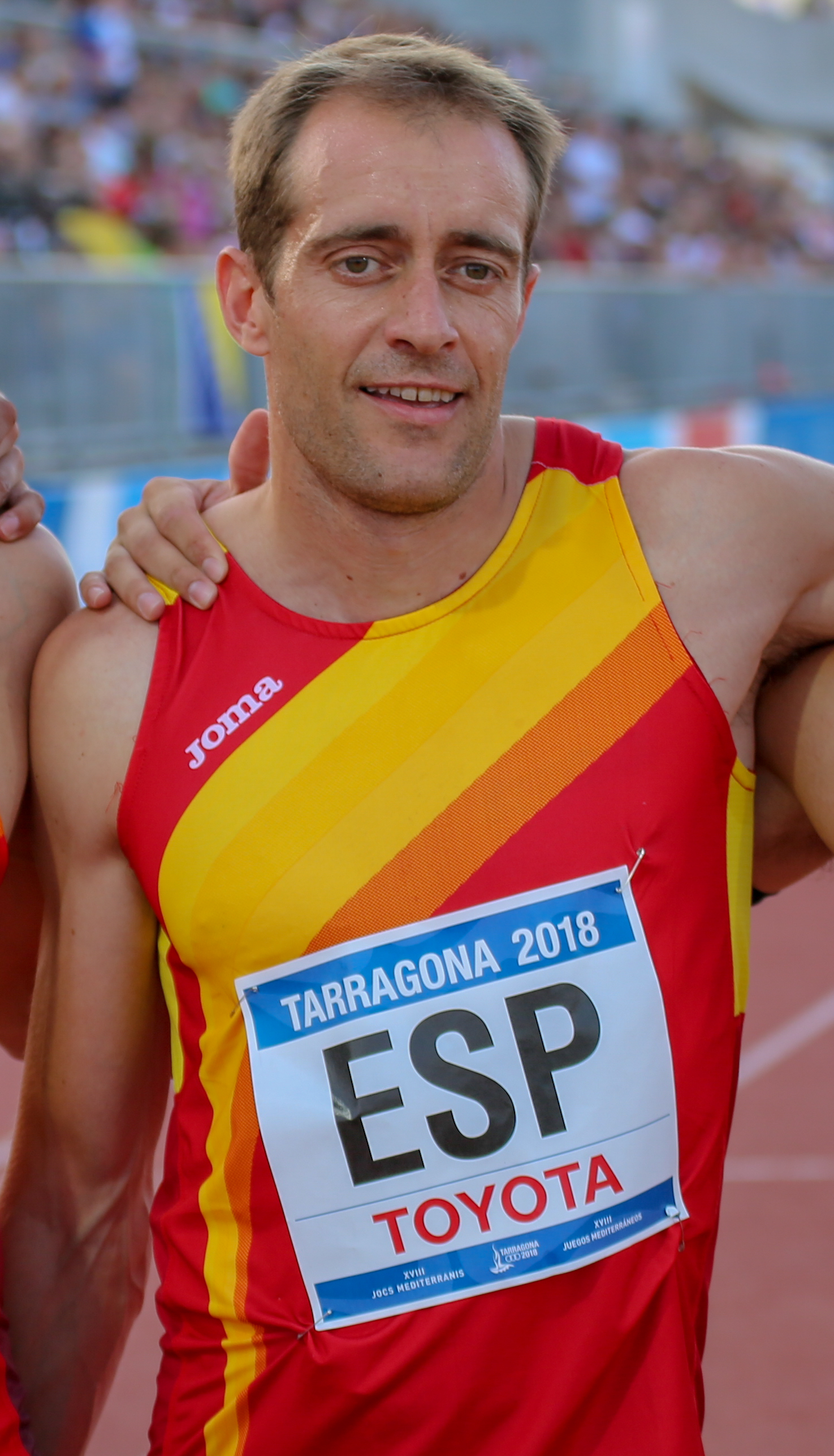
Ángel David Rodríguez Rang sieben in 10,49 s
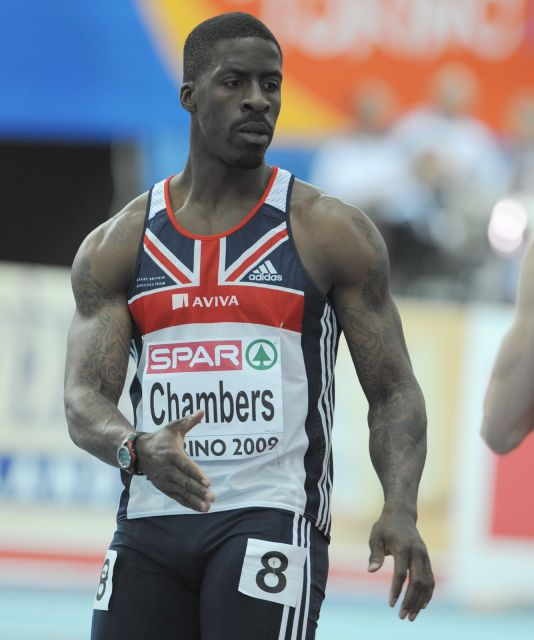
Dwain Chambers disqualifiziert wegen Fehlstarts

### Halbfinallauf 2
28. August 2011, 18:38 Uhr
Wind: −1,0 m/s
| Platz | Name                | Nation              | Zeit (s) |
| ----- | ------------------- | ------------------- | -------- |
| 1     | Usain Bolt          | Jamaika             | 10,05    |
| 2     | Christophe Lemaitre | Frankreich          | 10,11    |
| 3     | Richard Thompson    | Trinidad und Tobago | 10,20    |
| 4     | Trell Kimmons       | USA                 | 10,21    |
| 5     | Jaysuma Saidy Ndure | Norwegen            | 10,21    |
| 6     | Michael Frater      | Jamaika             | 10,23    |
| 7     | Marlon Devonish     | Großbritannien      | 10,25    |
| 8     | Dariusz Kuć         | Polen               | 10,51    |

Im Halbfinallauf 2 ausgeschiedene Sprinter:

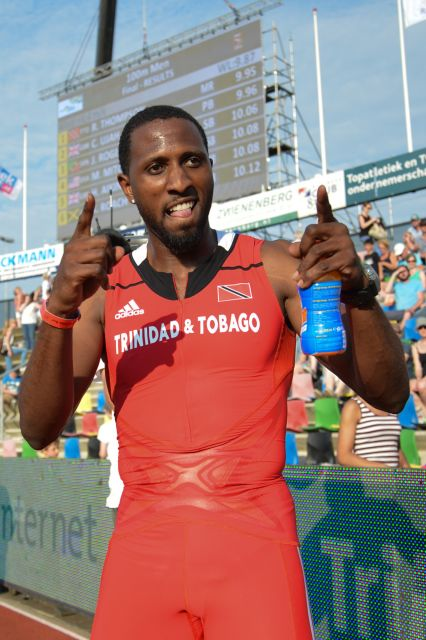
Richard Thompson Rang drei in 10,20 s
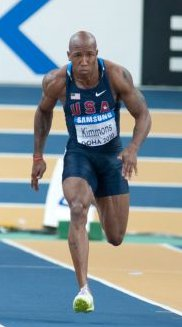
Trell Kimmons Rang vier in 10,21 s
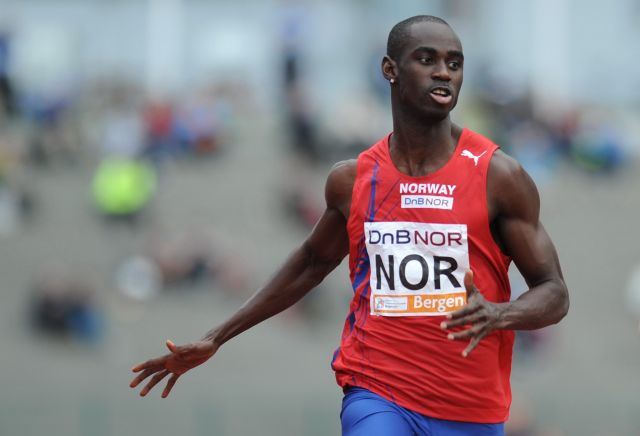
Jaysuma Saidy Ndure Rang fünf in 10,21 s
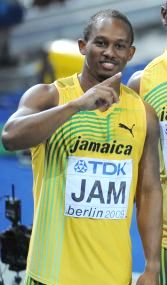
Michael Frater Rang sechs in 10,23 s
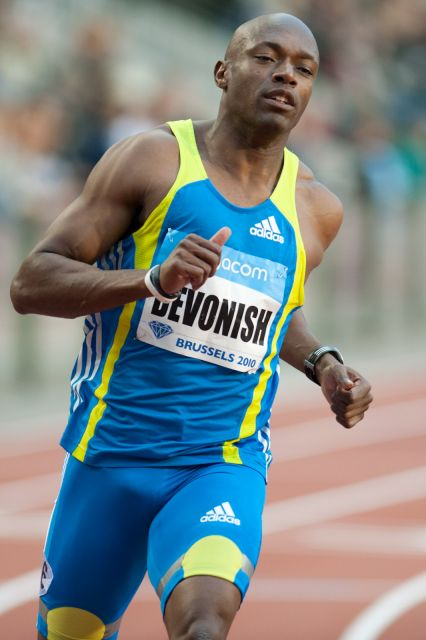
Marlon Devonish Rang sieben in 10,25 s

### Halbfinallauf 3
28. August 2011, 18:46 Uhr
Wind: −0,8 m/s
| Platz | Name                   | Nation              | Zeit (s) |
| ----- | ---------------------- | ------------------- | -------- |
| 1     | Kim Collins            | St. Kitts und Nevis | 10,08    |
| 2     | Nesta Carter           | Jamaika             | 10,16    |
| 3     | Harry Aikines-Aryeetey | Großbritannien      | 10,23    |
| 4     | Justin Gatlin          | USA                 | 10,27    |
| 5     | Ngonidzashe Makusha    | Simbabwe            | 10,27    |
| 6     | Churandy Martina       | Niederlande         | 10,29    |
| 7     | Aziz Ouhadi            | Marokko             | 10,45    |
| 8     | Justyn Warner          | Kanada              | 10,47    |

Im Halbfinallauf 3 ausgeschiedene Sprinter:

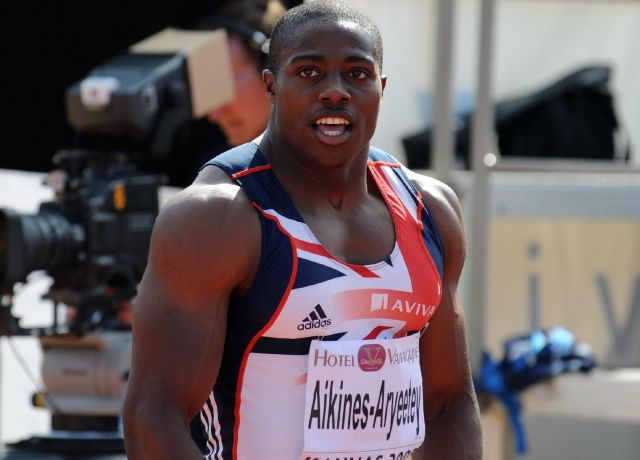
Harry Aikines-Aryeetey Rang drei in 10,23 s
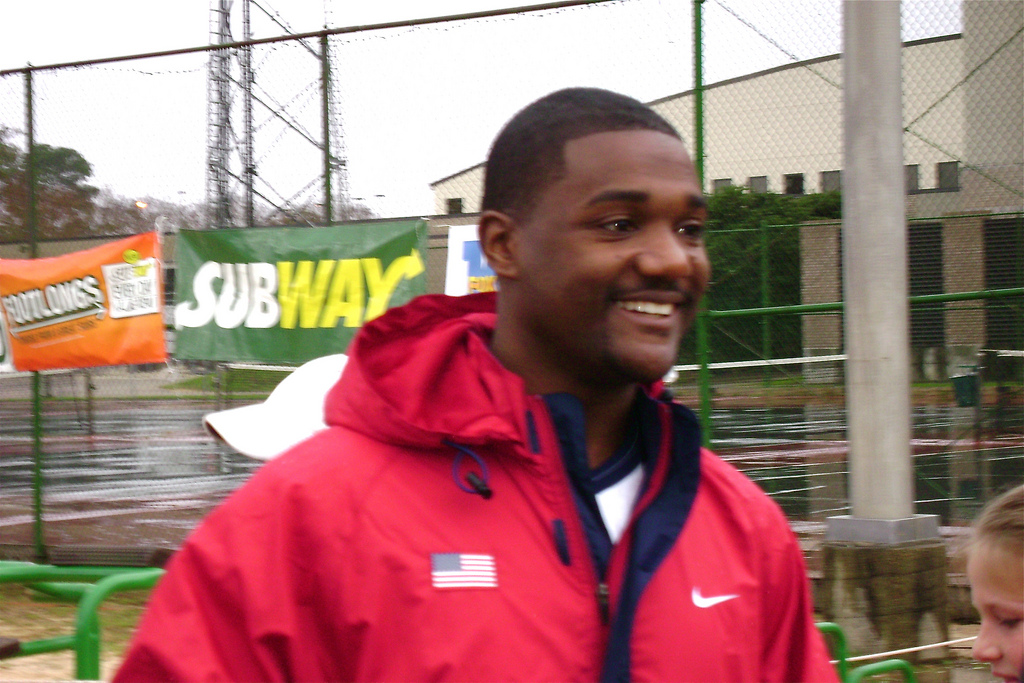
Justin Gatlin Rang vier in 10,27 s
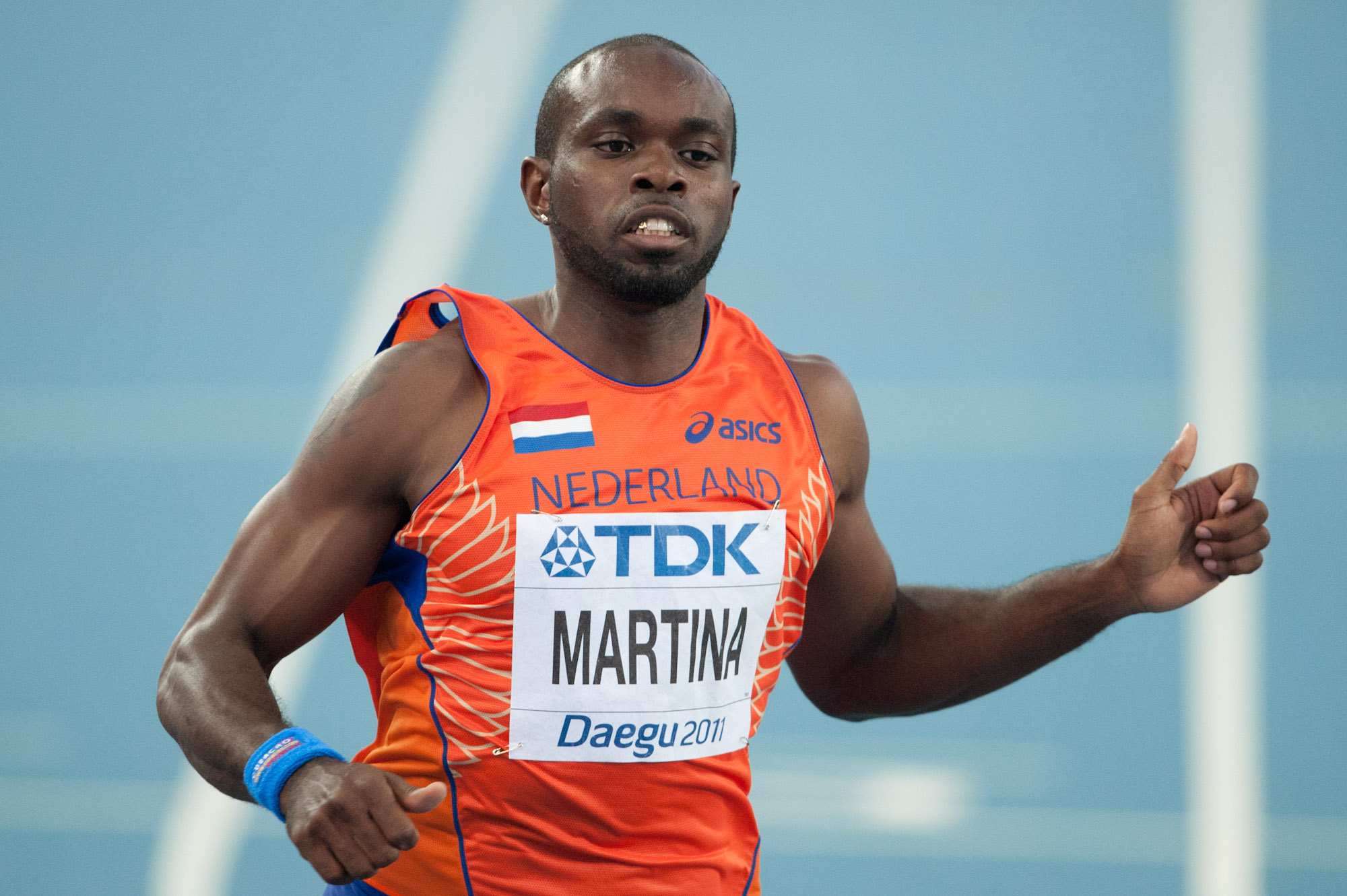
Ngonidzashe Makusha (links) – Rang fünf in 10,27 s / Churandy Martina – Rang sechs in 10,29 s
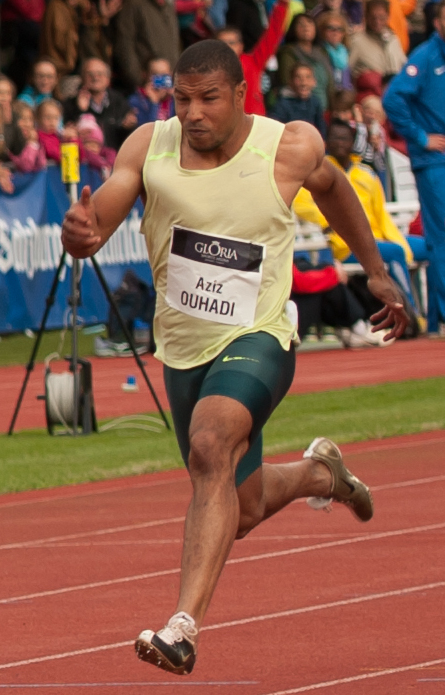
Aziz Ouhadi Rang sieben in 10,45 s

## Finale

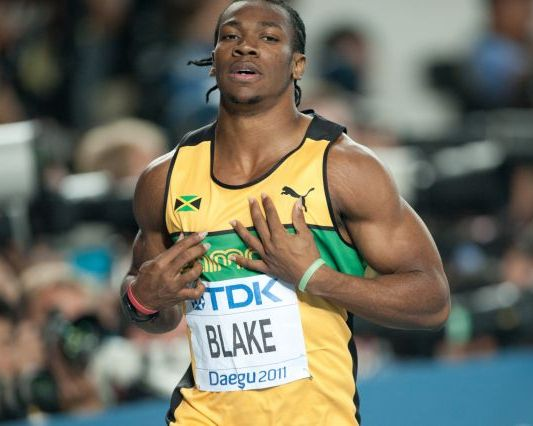
Überraschungsweltmeister Yohan Blake

28. August 2011, 20:45 Uhr
Mit Usain Bolt, der in den letzten drei Jahren den Sprint dominiert hatte, gab es hier einen ganz eindeutigen Favoriten. Doch der Jamaikaner produzierte einen Fehlstart und musste anschließend zuschauen, wie sein Landsmann Yohan Blake diesem Rennen seinen Stempel aufdrückte und mit erheblichem Vorsprung siegte. Der neue Weltmeister war der einzige Läufer, der bei einem Gegenwind von 1,4 m/s unter zehn Sekunden blieb.
Wind: −1,4 m/s
| Platz | Name                | Nation              | Zeit (s)                    |
| ----- | ------------------- | ------------------- | --------------------------- |
| 1     | Yohan Blake         | Jamaika             | 09,92                       |
| 2     | Walter Dix          | USA                 | 10,08                       |
| 3     | Kim Collins         | St. Kitts und Nevis | 10,09                       |
| 4     | Christophe Lemaitre | Frankreich          | 10,19                       |
| 5     | Daniel Bailey       | Antigua und Barbuda | 10,26                       |
| 6     | Jimmy Vicaut        | Frankreich          | 10,27                       |
| 7     | Nesta Carter        | Jamaika             | 10,95                       |
| DSQ   | Usain Bolt          | Jamaika             | IAAF Rule 162.8 – Fehlstart |

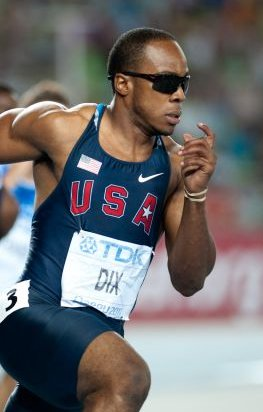
Vizeweltmeister Walter Dix gewann sechs Tage später über 200 Meter eine zweite Silbermedaille
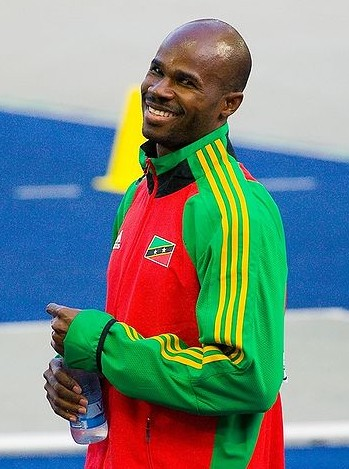
Bronzemedaillengewinner Kim Collins – er war 2003 Weltmeister, 2005 WM-Dritter und 2001 WM-Dritter über 200 Meter
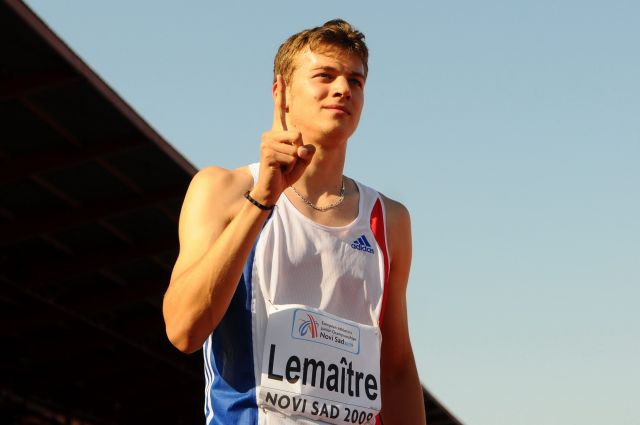
Der viertplatzierte Christophe Lemaitre errang sechs Tage später Bronze über 200 Meter
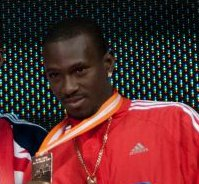
Daniel Bailey belegte Rang fünf
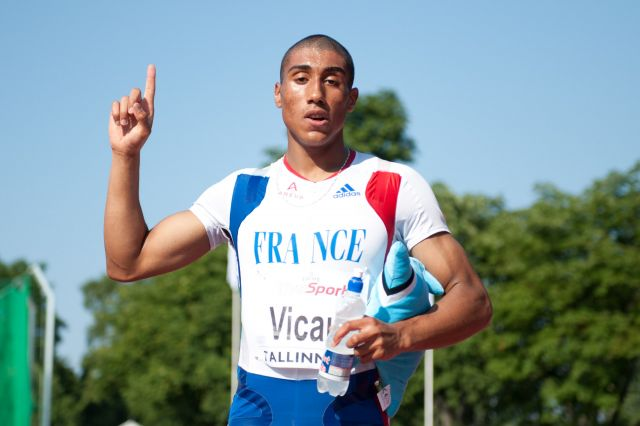
Jimmy Vicaut kam auf den sechsten Platz
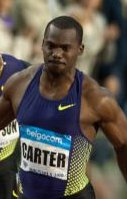
Nesta Carter erreichte Platz sieben
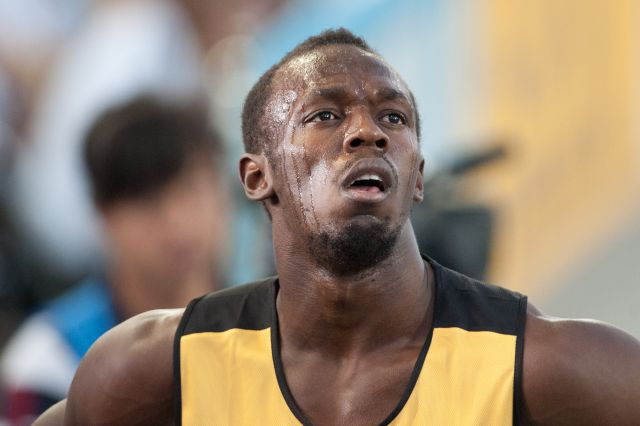
Der klare Favorit Usain Bolt, der in den letzten drei Jahren den Sprint dominiert hatte, schied nach Fehlstart aus, gewann aber noch Gold über 200 Meter und 4 × 100 Meter

## Video
- 2011 IAAF Daegu World Athletics Championships - Mens 100m, youtube.com, abgerufen am 16. Dezember 2020